# Tinodes retortus
Tinodes retortus är en nattsländeart som beskrevs av Georg Ulmer 1927. Tinodes retortus ingår i släktet Tinodes och familjen tunnelnattsländor. Inga underarter finns listade i Catalogue of Life.